# Mike Dupke
Mike «Spud» Dupke es un baterista estadounidense de Heavy metal y Hard rock, actualmente unido a la agrupación estadounidense de Heavy metal W.A.S.P.

## Carrera
Inicialmente tocó la batería para la banda de John Mellencamp en 1993, actuando en el especial del canal MTV "Human Wheels" y en el video musical de "When Jesus Left Birmingham".
Se unió a W.A.S.P. en mayo de 2006, reemplazando al experimentado baterista Stet Howland (que tocó con W.A.S.P. desde 1991 hasta 2005). Hizo su debut con la banda de Blackie Lawless en el álbum de 2007, Dominator.

## Vida personal
Dupke se ha declarado un fanático de Kiss. Incluso se viste como Peter Criss de manera frecuente en las celebraciones de Halloween. 

## Discografía con W.A.S.P.
- Dominator (2007)
- Babylon (2009)
- Golgotha (2015)